# Новое Изамбаево (Яльчикский район)
 Новое Изамбаево (чув. Исампай) — деревня в Яльчикском районе Чувашской Республики. Входит в состав Янтиковского сельского поселения.

## География
Находится в восточной части Чувашии на расстоянии приблизительно 9 км на юго-запад по прямой от районного центра села Яльчики на левом берегу реки Була.

## История
Известна с 1662 года, основана чувашами деревни Шутнерово Свияжского уезда (ныне село Шутнерово). Здесь было учтено: в 1721 — 40 мужчин; 1747 — 40 мужчин, в 1795 — 23 двора, 147 жителей, в 1858—129 жителей, в 1897—165 жителей, в 1926 — 63 двора, 309 жителей, в 1939—351 человек, в 1979—480 жителей. В 2002—112 дворов, в 2010 — 85 домохозяйств. В период коллективизации был образован колхоз «МОПР», в 2010 году функционировало ООО «Победа».

## Население
Население составляло 294 человека (чуваши 99 %) в 2002 году, 223 в 2010.